# جنبش ضدسالمندی
جنبش ضدسالمندی یا جنبش ضدپیری (به انگلیسی: Anti-aging movement) یک جنبش اجتماعی است که به حذف یا وارونه کردن روند سالخوردگی یا کاهش اثرات آن اختصاص دارد. بخش قابل توجهی از توجه حرکت بر روی احتمال افزایش طول عمر است، اما به تکنیک‌هایی مانند جراحی زیبایی که به جای تأخیر یا شکست آن، اثرات پیری را بهبود می‌بخشد، نیز علاقه‌مند است.